# Барча (гміна Маслув)
Барча (пол. Barcza) — село в Польщі, у гміні Маслув Келецького повіту Свентокшиського воєводства.
Населення — 335 осіб (2011).
У 1975-1998 роках село належало до Келецького воєводства.

## Демографія
Демографічна структура на день 31 березня 2011 року:
|          | Загалом | Допрацездатний вік | Працездатний вік | Постпрацездатний вік |
| -------- | ------- | ------------------ | ---------------- | -------------------- |
| Чоловіки | 168     | 46                 | 108              | 14                   |
| Жінки    | 167     | 44                 | 91               | 32                   |
| Разом    | 335     | 90                 | 199              | 46                   |